# Rhipidocephala thoracica
Rhipidocephala thoracica là một loài ruồi trong họ Asilidae. Rhipidocephala thoracica được Engel miêu tả năm 1946. Loài này phân bố ở vùng nhiệt đới châu Phi.